# تودورین دیمیتروف
تودورین دیمیتروف (بلغاری: Тодорин Димитров؛ زادهٔ ۲۸ اوت ۱۹۸۶) بازیکن فوتبال اهل بلغارستان است.
از باشگاه‌هایی که در آن بازی کرده است می‌توان به باشگاه فوتبال هبار پازارجیک اشاره کرد.